# EcoDemonstrator
ecoDemonstrator es un programa de investigación y desarrollo implementado por el fabricante de aeronaves Boeing para mejorar la economía de combustible y reducir el ruido aéreo y la huella ecológica de sus aviones comerciales. Entre 2012 y 2019, el programa hizo uso de varios aviones de distintos modelos específicamente modificados en una serie de ensayos en vuelo, poniendo a prueba 112 tecnologías, de las cuales la mitad aún están en fase de desarrollo y un tercio ya están implementadas en modelos de la compañía. 
Algunas de las tecnologías ya integradas son las aplicaciones iPad que proporcionan a los pilotos datos a tiempo real con respecto al uso del combustible y emisiones, tecnologías relacionadas con el cálculo de la ruta de aproximación, tecnologías relacionadas con el ruido aéreo y cámaras de navegación en tierra en los modelos 777X. Algunas de las tecnologías han sido desarrolladas por la NASA, y se cree que podrían llegar a ahorrar a las aerolíneas cientos de millones de dólares anualmente.

## Modelos
Los modelos de avión que han servido de demostradores son:
- 2012: Boeing 737
- 2014: Boeing 787
- 2015: Boeing 757
- 2016: Embraer E-170[6]
- 2018: Boeing 777F
- 2019: Boeing 777X